# Политически партии в България
Политическите партии в България съдействат за формиране и изразяване на политическата воля на гражданите. Редът за образуване и прекратяване на политически партии, както и условията за тяхната дейност се регламентират със специален закон – Закона за политическите партии.
Създаването на политически партии на етническа, расова или верска основа, както и партии, които си поставят за цел насилствено завземане на държавната власт, е забранено.

## Списък
Към 13 юни 2025 година официално регистрираните политически партии в България са (по ред на регистрацията):
- Демократическа партия (ДП)
- Българска социалдемократическа партия (БСДП)
- Зелена партия
- Радикалдемократическа партия в България
- Българска социалистическа партия (БСП)
- Български национален съюз „Нова демокрация“
- Български земеделски народен съюз (БЗНС)
- „Български демократически форум“
- Политически клуб „Екогласност“
- Движение за права и свободи (ДПС)
- Българска комунистическа партия
- Българска работническо-селска партия
- Социалдемократическа партия
- „Никола Петков“
- „Българска прогресивна линия“
- Земеделски съюз „Александър Стамболийски“
- „Нова зора“
- Балканска демократична лига
- Движение „Напред, България“
- Движение „Гергьовден“
- Комунистическа партия на България
- Обединен блок на труда „Български лейбъристи“
- Партия на българските жени
- Съюз на демократичните сили (СДС)
- Земеделски народен съюз
- „Българска социалдемокрация – евролевица“ (БСДЕ)
- Съюз на патриотичните сили „Защита“
- Национално движение за права и свободи
- Партия на българските комунисти
- „ВМРО – българско национално движение“
- Отечествена партия
- Политическо движение „Социалдемократи“
- Движение за национално възраждане „Оборище“
- „Родолюбие 2000“
- Социалистическа партия „Български път“
- „Ред, законност и справедливост“
- Партия на зелените
- „Евророма“
- Политически клуб „Тракия“
- „Европейска сигурност и интеграция“ (ЕСИ)
- Граждански блок (до 20.01.2024 г. Български демократичен съюз „Радикали“)
- Съюз на свободните демократи
- Национална републиканска партия
- Национално движение за стабилност и възход (НДСВ)
- Партия „Български социалдемократи“
- Национално движение за спасение на отечеството (НДСО)
- Движение „Инициатива за ботевградска община“
- Движение за социален хуманизъм
- Движение 21
- „Демократи за силна България“
- „Новото време“
- Национално движение „Единство“
- „Атака“
- „Пряка демокрация“
- Български национален демократичен съюз „Целокупна България“
- ГЕРБ („Граждани за европейско развитие на България“)
- Движение „Нашият град“
- Национална политическа партия „Българе“ (НППБ)
- Християнреформистка партия
- „Общество за нова България“
- „Средна европейска класа“
- „Обединени земеделци“
- „Бъдеще за родината“
- Политическа партия „Солидарност“
- „За велика България“ (до 23.01.2024 г. „Воля“)
- „Новите лидери“ (НЛ)
- „Ние идваме“ (до 25.03.2023 г. Единна народна партия)
- „Свобода“
- МОРЕ (Местно обединение за разцвет и единство)
- „Българска нова демокрация“
- Зелено движение
- Християндемократическа партия на България
- „Обединена социалдемокрация“
- „Българска демократична общност“
- „Българската левица“
- „Русофили за възраждане на отечеството“
- „Нова сила“
- Зелен съюз
- Съюз за Пловдив
- „Кауза България“
- Партия „Консервативна България“ (до 20.11.2022 г. Национален фронт за спасение на България)
- Движение „България на гражданите“
- „Справедлива България – обединени родолюбци“
- Българска земеделска партия
- Народна партия „Свобода и достойнство“
- „Глас народен“
- Съюз „Региони“
- „Българи за алтернатива на страха, тоталитаризма и апатията“
- „Булгари“ (до 20.07.2024 г. Българско национално обединение)
- „Будна България“ (до 07.01.2017 г. „България без цензура“; до 29.01.2022 г. Движение „Презареди България“)
- „Нова България“
- КОЙ („Компетентност, отговорност и истина“)
- АБВ („Алтернатива за българско възраждане“)
- „Възраждане“
- Движение „Демократично действие“ (Д3)
- „Българската пролет“
- „Благоденствие – обединение – градивност“
- Български съюз за директна демокрация
- „Демократи за отговорност, свобода и толерантност“
- Съюз за отечеството
- Движение „Да, България“
- „Подем“
- Коалиция „За теб, България“
- „Чиста, единна и суверенна татковина“
- „Волт“
- „България на труда и разума“
- МИР („Морал, инициативност, родолюбие“)
- Консервативно обединение на десницата
- ПРАВОТО („Права, реформи, алтернатива, възможности, отговорност, толерантност и обединение“)
- „Има такъв народ“
- „Републиканци за България“
- Движение на непартийните кандидати
- „Бригада“
- „Нация“
- Гражданска платформа „Българско лято“
- „Изправи се, България“
- Народна партия „Истината и само истината“
- „Продължаваме промяната“
- „Български възход“
- „Български глась“
- „Бъдете смели“
- „Спаси София“
- „Развитие за Септември и региона“
- „Величие“
- Движение за просперитет на Перник
- „Единение“
- „Морал, единство, чест“
- „Център“
- „България може“

## История
Първите политически партии в България се създават веднага след Освобождението от османска власт през 1878 г. Това са Консервативната партия и Либералната партия. Последната става родоначалник на четири други партии. След 1883 г. умерените либерали се отцепват и създават Прогресивно-либералната партия, начело с Драган Цанков. За разграничаване от останалите либерали те се наричат цанковисти. Възприемат русофилството като основен стълб на идеологията си и допускат допирни точки с консерваторите, като дори съставят коалиционно правителство. В средата на 80-те години на 19. век от редиците на либералите се създават още две партии – Народнолибералната партия, начело със Стефан Стамболов, и Либералната партия на Васил Радославов (радославистите). През 1894 г. от центристкото крило на Либералната партия се обособява Демократическата партия, начело с Петко Каравелов. След прекъсване партията е възстановена през 1989 г.